# Горшков Василь Миколайович
Васи́ль Микола́йович Горшко́в (1920—1944) — командир відділення роти автоматників 575-го стрілецького полку 161-ї стрілецької дивізії 40-ї армії Воронезького фронту, молодший лейтенант.

## Біографія
Народився 17 грудня 1920 року в селі Байгільди, нині Дюртюлинського району Башкортостану, в селянській родині. Освіта неповна середня. Працював у Байгільдинському трахоматозному медпункті.
У Червону армію призваний 3 травня 1941 року Дюртюлинським райвійськкоматом Башкирської АРСР.
Учасник Другої світової війни з червня 1941 року.
Командир відділення роти автоматників 575-го стрілецького полку (161-а стрілецька дивізія, 40-а армія, Воронезький фронт) кандидат у члени ВКП(б) молодший сержант Горшков В. М. особливо відзначився 22 вересня 1943 року при форсуванні річки Дніпро біля села Трахтемирів Канівського району Черкаської області України. Під запеклим артилерійським і кулеметним вогнем противника В. М. Горшков разом з відділенням одним з перших переправив у човні штурмову групу автоматників і міцно закріпився на плацдармі. Потім переправив на західний берег другу групу бійців. Успішно відбиваючи ворожі контратаки, В. М. Горшков особисто знищив 15 гітлерівців. Після цього він зробив ще шість рейсів на рибальському човні під вогнем противника, переправляючи через річку поранених і боєприпаси.
Указом Президії Верховної Ради СРСР від 23 жовтня 1943 року за зразкове виконання бойових завдань командування і проявлені мужність і героїзм у боях з німецько-фашистськими загарбниками молодшому сержанту Горшкову Василю Миколайовичу присвоєно звання Героя Радянського Союзу з врученням ордена Леніна і медалі «Золота Зірка» (№ 2020).
У 1944 році закінчив курси молодших лейтенантів. Загинув 31 серпня 1944 року, похований в селі Заріччя Надвірнянського району Івано-Франківської області України.

## Нагороди
- Орден Леніна.
- Орден Вітчизняної війни 1-го ступеня (14.08.1944)[1].
- Орден Вітчизняної війни 2-го ступеня (18.09.1944)[3].
- Медалі.

## Пам'ять
- У місті Дюртюлі (Башкортостан) встановлено бюст Героя, там же його іменем названі вулиця і молодіжний центр.
- У рідному селі В. М. Горшкова відкрито будинок-музей.